# FC 아우크스부르크 II
FC 아우크스부르크 II(독일어: Fußball-Club Augsburg 1907 e. V. II)는 바이에른주 아우크스부르크 출신의 독일 FC 아우크스부르크의 리저브팀이다.
구단은 4부 리그 이상에서 뛸 수 없으며 1977년 지역 슈바벤 컵에서 우승하여 DFB-포칼에 진출하고 대회 3라운드 에 진출하여 헤르타 BSC 베를린에 승리하며 가장 큰 성공을 거두었다.
팀은 23세 이하 선수들로 구성되어 있다.

## 선수 명단

### 현역
참고: FIFA 자격 규정에 따라 소속된 국가대표팀 국기를 표시합니다. 선수는 복수의 FIFA 비회원국 국적을 가지고 있을 수 있습니다.
| 번호 | 포지션 | 국적     | 이름                     |
| ---- | ------ | -------- | ------------------------ |
| 10   | MF     | 우루과이 | 후안 이그나시오 카브레라 |

| 번호 | 포지션 | 국적 | 이름            |
| ---- | ------ | ---- | --------------- |
| 30   | DF     |      | 다니엘 하우스만 |